# Ramón Álvarez de Mon
Ramón Álvarez de Mon Montoliu (La Coruña; 15 de marzo de 1984) es un periodista deportivo digital y asesor fiscal español. Cuenta con un canal de YouTube de más de 200.000 suscriptores en el que sube actualidad de fútbol.
En prensa escrita, ocupa el cargo de redactor semanal del diario Okdiario, en el ámbito de la radio, forma parte del equipo de comentaristas de Radio Marca en el programa La tribu, así como en retransmisiones de partidos del Real Madrid, y en televisión, es uno de los contertulios del programa El gran debate de Gol Play. Como creador de contenidos en su propio canal de YouTube comenta la actualidad del Real Madrid C.F. 

## Biografía
Ramón Álvarez de Mon estudió derecho y diplomatura de empresariales en la Universidad Pontificia de Comillas (ICADE). Tras licenciarse, en septiembre de 2007 comenzó su carrera profesional como abogado en el bufete Garrigues. En marzo de 2012 optó por independizarse y emprender su propia actividad. Tras varios proyectos, actualmente es socio del bufete Álvarez de Mon- Senante abogados.
En cuanto a su carrera como comunicador en el mundo del fútbol, fue Radio Marca quien le permitió dar sus primeros pasos en un medio masivo, en septiembre de 2017. Desde 2015 ya era un columnista y entrevistador recurrente del portal web La Galerna, en el que ha participado con más de 400 artículos. Colaborador habitual del programa La Tribu, desde hace 5 temporadas, actualmente se ha convertido en comentarista de todos los partidos del Real Madrid. También desde julio de 2021 es un habitual de El Gran Debate, de Gol TV, presentado por Felipe del Campo.
En julio de 2021, Ramón Álvarez de Mon adquirió mucha notoriedad al asegurar en el popular programa El Chiringuito de Jugones, presentado por Josep Pedrerol, que Messi, entonces jugador del Fútbol Club Barcelona, no seguiría en el conjunto catalán debido a la precaria situación económica que vivía el Barça y a la estricta normativa de control salarial de la Liga presidida por Javier Tebas. El fichaje posterior por el PSG confirmó la información y cálculos de Ramón Álvarez de Mon y desde entonces se ha convertido en una referencia a la hora de informar sobre los aspectos económicos y legales del mundo del fútbol.
Además, Ramón Álvarez de Mon aseguró en exclusiva desde enero de 2022, que Kylian Mbappé había fichado con el Real Madrid. El 15 de febrero de 2024 anunció en que el jugador del Real Madrid había firmado ya su contrato. 
En otro orden, también ha participado en 13TV e Intereconomía, analizando asuntos legales de índole fiscal y aportando gran información acerca del llamado caso "Negreira".
Polémica por Aitana
En 2023, la credibilidad y trayectoria del opinólogo Ramón Alvarez de Mon se vieron seriamente afectadas por un incidente que ocurrió en plena transmisión en directo. Mientras realizaba una de sus habituales emisiones, los espectadores notaron que en su pantalla tenia abierta una pestaña con una búsqueda comprometida: “Aitana desnuda”. La imagen rápidamente se hizo viral, generando una gran controversia en redes sociales y medios de comunicación.
El episodio provocó un aluvión de críticas y cuestionamientos sobre su profesionalismo, asi como debates sobre la responsabilidad de los comunicadores en el ámbito  digital. Aunque Álvarez de Mon intentó minimizar la situación y continuar con su trabajo, el impacto en su reputación fue significativo. Desde entonces, este incidente ha quedado marcado en su carrera como uno de los momentos más polémicos, afectando su imagen publica y generando dudas sobre su credibilidad como opinólogo.